# Porte Saint-Bernard
La porte Saint-Bernard également appelée porte de la Tournelle, aujourd'hui disparue, était une des portes de Paris de l'enceinte de Philippe Auguste. 

## Situation
Elle se trouvait à l'extrémité orientale du quai de la Tournelle, le long de la Seine, dans le quartier Saint-Victor du 5e arrondissement.

## Origine du nom
Elle doit son nom à la proximité de l'ancien couvent des Bernardins autrefois située à l'extrémité du pont Sully.

## Historique
La porte Saint-Bernard fut bâtie entre 1190 et 1200 au sud du château de la Tournelle, juste un peu à l'est de l'extrémité du pont de la Tournelle,.
La porte fut reconstruite, en 1606, sous le règne d'Henri IV, sous la forme d'un gros pavillon carré, devant les nos 1 et 3 du quai.
Lorsque Louis XIV fit démolir les fortifications, l'architecte François Blondel construisit, en 1670, la nouvelle porte Saint-Bernard sur le même modèle que les portes Saint-Denis et Saint-Martin. La première pierre de la nouvelle porte fut posée par Jean-Baptiste Colbert, agissant comme surintendant des Bâtiments du roi, le 6 août 1670. La plaque commémorative de cette cérémonie est conservée à Paris au musée Carnavalet.
La porte Saint-Bernard fut détruite entre 1787 et 1790, elle ne figure déjà plus sur le plan Verniquet de 1790, plan le plus précis de Paris jamais réalisé.
A cet emplacement (Porte Saint-Bernard) se trouvait le Port-aux-vins : on le retrouve cité chez Zola dans les Rougon-Macquart (Par exemple au baptême du fils de Napoléon III, Louis-Napoléon, prince impérial, le 14 juin 1856 dans « Son Excellence Eugène Rougon», chapitre IV). 
Le Port-aux-vins dédié au commerce du vin, avec la présence de caves voutées, fut par la suite intégré au Port Saint-Bernard (entre le Pont de Sully et le pont de la Tournelle) qui lui-même sera intégré au Port de la Tournelle, en 1905. 

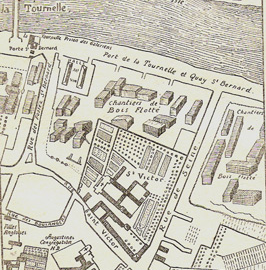
Situation de la porte Saint-Bernard.
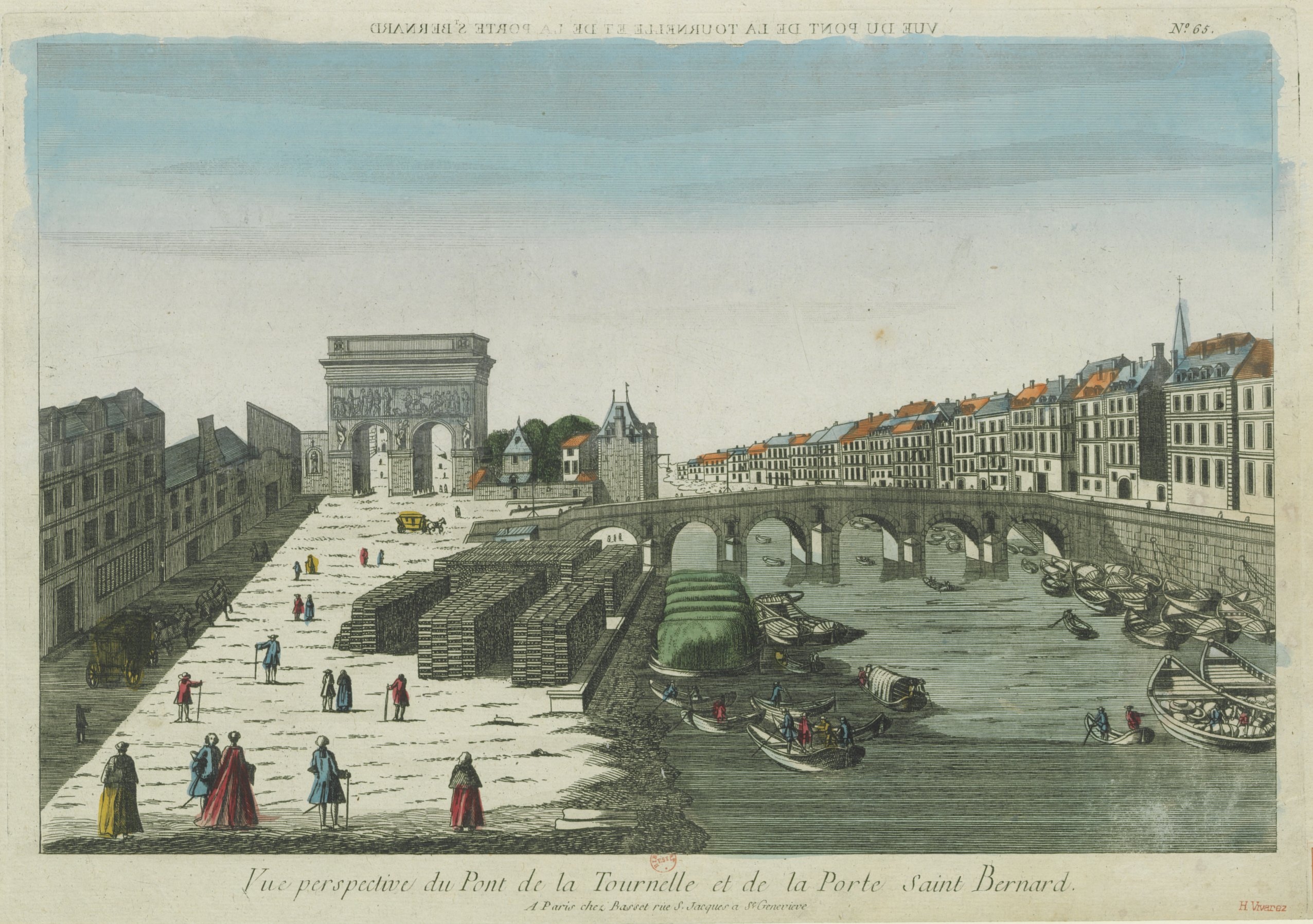
Vue d'optique de la porte Saint-Bernard et, au premier plan, du pont de la Tournelle au XVIIIe siècle. La vue d'optique étant inversée, la gravure est prise de l'intérieur de la ville, vers l'est.
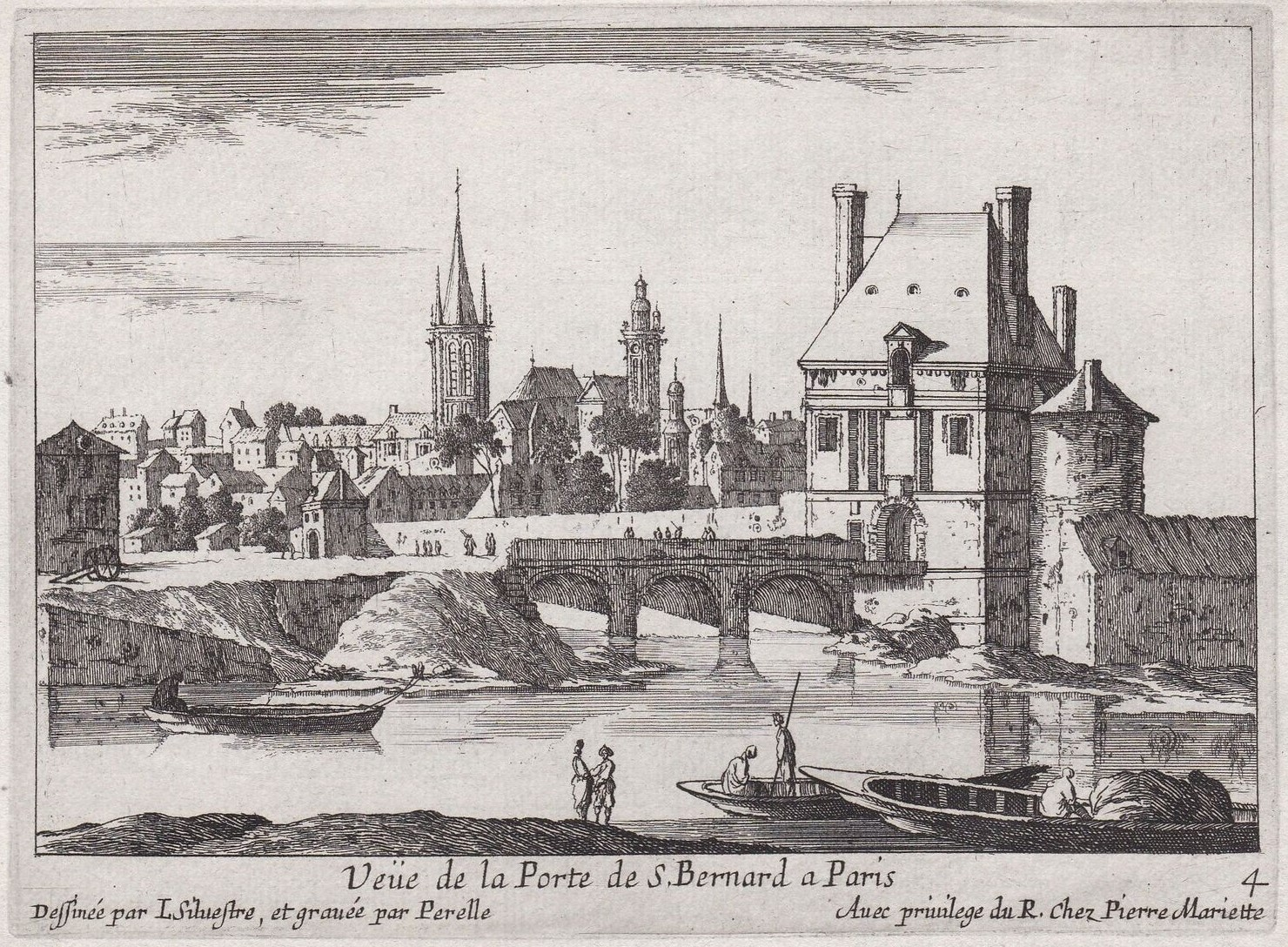
La porte Saint-Bernard, par Israël Silvestre - ca. 1650